# Національна футбольна федерація Еритреї
Національна футбольна федерація Еритреї (ЕНФФ) (англ. Eritrean National Football Federation (E.N.F.F.) — організація, яка здійснює контроль і управління футболом в Еритреї. Розташовується в столиці держави — Асмері. ФІФА вважає датою заснування ЕНФФ 1996, проте вже в 1994 році Еритрея вступила в КЕСАФА, а в КАФ і в ФІФА країна була прийнята в 1998 році. Федерація організує діяльність та керує національними збірними з футболу (чоловічою, жіночою, молодіжними). Під егідою федерації проводиться чемпіонат країни, розіграш національного кубку та інші змагання.